# Абкляч
Абкля́ч (от нем. Abklatsch — копия, подделка), или зеркальный отпечаток, — в филателии зеркальное изображение рисунка на обратной стороне марки, которое может получаться при печати типографских (марочных) листов.

## Описание
Обычно абкляч возникает вследствие нарушения нормальной работы печатной машины: оттиск с печатной формы попадает на промежуточный цилиндр, а затем во время рабочего хода на обратную сторону листа. Другая причина возникновения абкляча — использование жирной густой краски и пористой рыхлой бумаги. Краска насквозь пропитывает бумагу и проступает на обратной стороне. То же самое произойдёт при перетискивании, если лист с ещё не просохшей краской «промакнуть» другим листом. Во всех этих случаях также говорят об отмарывании.
Абкляч может быть полным, частичным, по всем или только по одной краске. Он может быть прямым или перевёрнутым. Не является абклячем прямая печать на клеевой стороне марки, когда гуммированный лист попадает в машину клеевой стороной к печатной форме. Абкляч считается разновидностью почтовой марки и включается в экспонаты традиционной филателии. В последнее время в связи с улучшением техники печатания марок абкляч встречается крайне редко.
| Абкляч на листах безноминальных марок Белоруссии | Абкляч на листах безноминальных марок Белоруссии |
| ------------------------------------------------ | ------------------------------------------------ |
|                                                  |                                                  |